# Meister mit der Heuschrecke (Kupferstecher)
Unter dem Namen Meister mit der Heuschrecke (französisch Maître à la sauterelle) wurde ein Kupferstecher des 15. Jahrhunderts vermutet. Auf einigen Kupferstichen, darunter einer Darstellung der Heiligen Familie, war eine Heuschrecke abgebildet und wurde als Markenzeichen dieses Künstlers gesehen. Kunsthistoriker vermuteten zuerst, dass Albrecht Dürer um 1495 Werke des Meisters als Vorlagen für einige frühe Werke benutzte. Weitere Forschung zeigte dann aber, dass viele dem Meister zugeordnete Werke aller Wahrscheinlichkeit nach von Dürer selbst stammen. Weiterhin war eine Heuschrecke, das Tier der sieben ägyptischen Plagen, den Sieg des Christentums über die einfallenden Heiden symbolisierend, gegen Ende des 15. Jahrhunderts ein beliebtes Motiv in der bildenden Kunst. Es ist daher prinzipiell nicht eindeutig als Markenzeichen eines Stechers zu sehen. Einige dem Meister zugeordnete Werke könnten auch von anderen Stechern wie Israhel van Meckenem oder Marcantonio Raimondi sein.
Die Dürer zugeordnete Darstellung der Heuschrecke ist allerdings so genau, dass sein Tier als Stenobothrus rubicundus identifizierbar ist, eine Art, die in den Alpen und Griechenland vorkommt.